# Vidanovci
Vidanovci este o localitate din comuna Ljutomer, Slovenia, cu o populație de 44 de locuitori.